# Aleksej Pažitnov
Aleksej Pažitnov (rus. Алексей Леонидович Пажитнов; Moskva, 16. april 1956) programer je koji se bavi razvojem logičkih video-igara. Stvorio je Tetris 1985. dok je bio zaposlen u računarskom centru Sovjetske akademije nauka.
Usled propisa SSSR-a po kojima autorska prava bilo kog dela zaposlenika državnih organa pripadaju državi, nije zaradio praktično ništa od Tetrisa.
Pažitnov je ipak osnovao kompaniju The Tetris Company zajedno sa Henkom Rodžersom 1996. godine.

## Igre čiji je autor ili je učestvovao u razvijanju
| Ime igre | Prvo izdanje | Platforma(e)                              | Uloga Pažinova                                                      |
| -------- | ------------ | ----------------------------------------- | ------------------------------------------------------------------- |
| Tetris   | 1985         |                                           | Originalni koncept (sa Vadimom Gerasimovim i Dimitrijem Pavlovskim) |
|          | 1989         |                                           | Dizajner (sa Andrejom Sgenovim)                                     |
|          | 1990         |                                           | Originalni koncept (sa Vladimirom Pohilkom)                         |
| Hatris   | 1990         |                                           | Originalni koncept                                                  |
|          | 1990         |Famicom Disk System (Japan)                                   | Idejni tvorac                                                       |
|          | 1993         |                                           | Originalni koncept (sa Vladimirom Pohilkom)                         |
|          | 1994         |                                           | Dizajner                                                            |
|          | 1995         |                                           | Idejni tvorac                                                       |
|          | 1995         |                                           | Originalni koncept (sa Vladimirom Pohilkom)                         |
|          | 1995         |                                           | Originalni koncept                                                  |
|          | 1997         |                                           | Kontributor                                                         |
|          | 1997         |                                           | Dizajner                                                            |
|          | 1999         |                                           | Dizajner                                                            |
|          | 2005         | (pre-loadovano na svakom 360 hard drajvu) | Originalni koncept i dizajn                                         |
|          | 2006         |                                           | Dizajner                                                            |
|          | 2007         | (prodaja preko Xbox Live Arcade-a)                        | Dizajner                                                            |

## Spoljašnje veze
- Aleksej Pažitnov na sajtu
- , dokumentarac Bi-Bi-Sija
- Video-intervju na sajtu